# Le Chanteur malheureux
Singles de Claude François
Toi et moi contre le monde entier
(1975) Où s'en aller
(1975)
Le Chanteur malheureux est une chanson chantée par Claude François en 1975.
La chanson figure en deuxième position de la Face B du CD Mini LP Toi et moi contre le monde entier, paru en 1975. Elle est le deuxième single sorti de l'album.
Le titre s'écoule à plus de 250 000 exemplaires.
L'orchestre est dirigé par le compositeur Jean-Claude Petit.

## Reprises et duos
La chanson de Claude François, Le Chanteur malheureux a été chantée en néerlandais par Luc Steeno sous l'intitulé « En ik vraag me af » (Album Zingt Claude François, 2013) et en japonais par Tetsuro Kaschibucchi sur son album The Japanese Tribune to Claude François sorti en 2016.
En français le titre a été repris par Jean-Luc Lahaye sur son album Chansons que j’aime en 2008.
Pour la comédie musicale Belles belles belles la chanson a été interprétée par Joy Esther.
Michel Sardou et Claude François avaient interprété le titre en duo lors d'une émission de télévision, réalisée par Gilbert Carpentier, en novembre 1975. Patrick Bruel, Michel Sardou et Elsa ont aussi repris le titre pour Les Enfoirés dans l'espace en 2004.
La chanson fait partie des chansons de Claude François repris pour le film Podium avec Benoît Poelvoorde, Jean-Paul Rouve et Julie Depardieu sorti en 2004.